# VT320
El VT320 es un terminal informático estándar ANSI introducido por Digital Equipment Corporation (DEC) en 1987. El VT320 es la versión de solo texto, mientras que el VT330 agrega gráficos monocromáticos ReGIS, Sixel y Tektronix 4010 y el VT340 añade color.
La serie 300 reemplazó a la anterior serie VT200, como un sistema más económico y capaz de competir con una serie de clones de VT220 que habían entrado al mercado. El más destacado de ellos fue el Wyse WY-60 que fue introducido en 1986 con un factor de forma y un conjunto de características similares al VT220, pero con gráficos 4010 y vendido por solo 699 dólares, en comparación con los 795 del modelo base VT220 que carece de gráficos. El VT320 se presentó a 495 dólares, algo sorprendente, que obligó a Wyse a bajar sus precios a 599.
El VT320 fue reemplazado por el VT420 en 1990, pero el VT340 permaneció en producción hasta que todos estos modelos fueron reemplazados por la serie VT500 en 1994.

## Descripción
Los VT300 introdujeron una serie de características nuevas en comparación con los VT200. Con el gran aumento de RAM, los 300 agregaron la capacidad de almacenar varias páginas de datos localmente, así como realizar la edición de esos datos completamente dentro del terminal. El usuario podía desplazarse hacia arriba y abajo entre varias páginas (normalmente tres), realizar ediciones y enviar todos los cambios al servidor en una sola operación. Esto requería un software compatible del lado del servidor para funcionar. Esa memoria también significó que toda la serie 300 pudiera almacenar una gran cantidad de glifos basados en Sixel, lo que les permitió usarse no solo como un conjunto de caracteres definido por el usuario como en la anterior serie 200, sino también para producir imágenes de mapa de bits a pantalla completa. almacenando un sixel separado para cada ubicación en la pantalla.
Finalmente, todos los integrantes de la línea podían soportar dos sesiones, ya sea usando dos puertos MMJ disponibles en algunos modelos o en el caso del VT330 y VT340, usando una única conexión en serie, un sistema conocido como TD/SMP en el servidor y terminales SSU. El protocolo TD/SMP nunca se publicó y solo funcionó con los propios servidores de terminales de DEC. Usando cualquiera de los sistemas, el terminal podría mostrar las dos sesiones «apiladas» y alternar entre ellas o dividir la pantalla verticalmente para mostrarlas una sobre la otra u horizontalmente , con una al lado de la otra. Los puertos serie podrían funcionar hasta 19 200 bits/s, la misma velocidad máxima que los VT200.
La pantalla era un monitor de tubo de 14 pulgadas montado sobre un soporte giratorio e inclinable. Ofrecía una resolución de 800 por 500, y se podían usar varios glifos diferentes para producir 25 líneas de 80 o 132 columnas de texto; la línea 25 normalmente se utilizaba para mostrar códigos de estado, como el Bloq Mayús, generados localmente en el terminal. El VT330 tenía dos planos de bits que producían 4 tonos de gris, mientras que el VT340 tenía cuatro planos de bits para producir 16 colores de una paleta de 4096.
Como ocurría con todos los terminales DEC, la serie VT300 podía emular modelos anteriores. Los 300 se pueden configurar en modo VT100 o VT52. .